# Matthäus Lang von Wellenburg
Matthäus Lang von Wellenburg (né à Augsbourg dans le Saint-Empire, en 1468-1469, et mort à Salzbourg le 30 mars 1540) est un cardinal du XVIe siècle.

## Biographie
Fils de forgeron, Matthäus Lang von Wellenburg entre en service de l'archevêque de Mayence Berthold von Henneberg. Il a trois fils naturels. Lang devient secrétaire et conseiller du roi Maximilien Ier et Augsbourg, prévôt à Augsbourg, prévôt de Maria Wörth, chanoine d'Aschaffenbourg et Eichstätt et prévôt d'Augsbourg, Eichstätt et Constance. En 1501 il est nommé coadjuteur du diocèse de Gurk et y succède en 1505, mais ne visite jamais son diocèse. Le roi Maximilien Ier le commissionne avec plusieurs missions. En 1507 Lang devient noble avec le titre von Wellenburg et en 1508 il est chancelier royal. En 1510 il est nommé évêque de Carthagène
Lang est créé cardinal in pectore par le pape Jules II lors du consistoire du 10 mars 1511 . Sa création est publiée le 24 novembre 1512. Malgré l'opposition de l'archevêque Leonhard von Keutschach de Salzbourg, le cardinal Lang est nommé coadjuteur de l'archidiocèse de Salzbourg avec droit de succession et il succède en 1519.
Le cardinal Lang a une voix décisive dans l'élection de Charles Quint comme empereur en 1519 et il convainc l'empereur à prendre des mesures contre Martin Luther. Lang est un des ministres les plus importants de Charles Quint et reste loyal à son empereur. Il négocie notamment le traité de Vienne de 1525, lors duquel la Hongrie est rattachée à l'Autriche. On le compare avec le cardinal Thomas Wolsey en Angleterre.
On dit que l'auteur Maximilianus Transylvanus, un secrétaire de Charles Quint, est un fils de Lang, ce qui n'est guère probable celui-ci, fils d'un orfèvre de Bruxelles, étant né dans cette ville. Transylvanus adresse son De Moluccis Insulis, la première description écrite du voyage de Magellan, à Lang auprès duquel il avait commencé sa carrière comme secrétaire privé.
Par son orgueil et son arrogance, il est très impopulaire dans son diocèse. Il oppresse la guerre des Paysans allemands de 1525-1526 dans son diocèse. Des insurgés occupent la ville de Hallein, pillent le château de Hohenwerfen de l'archevêque et assiègent la résidence de Hohensalzburg, mais sont finalement abattu avec l'aide des troupes de la Ligue de Souabe.
Après la transition de l'archevêque de Magdebourg aux protestants, l'archevêque de Salzbourg reçoit le titre de primus Germaniae en 1529. Le cardinal Lang ne participe pas au conclave de 1513 (élection de Léon X), ni au conclave 1521-1522 (élection d'Adrien VI), ou à celui de 1523 (élection de Clément VII). Il participe au conclave de 1534 (élection de Paul III).